# Ульріхштайн
Ульріхштайн (нім. Ulrichstein) — місто в Німеччині, знаходиться в землі Гессен. Підпорядковується адміністративному округу Гіссен. Входить до складу району Фогельсберг.

## Географія
Ульріхштайн кліматичний курорт, розташований у гірському масиві Фоґельсберґ на висоті 566 метрів, поблизу від природного заповідника Гогеродскопф. На північний схід від міста Ульріхштайн знаходиться витік річки Ом.
Площа — 65,61 км2. 

## Історія
Першу письмова згадка про місто датована 1279 роком. У 1347 році Ульріхштайн отримав міські права від імператора Людвіга IV.
31 грудня 1971 року, під час регіональної реформи у Гессені, місто Ульріхштайн, громади Кельценгайн, Ребґесгайн, Бобенгаузен II, Гелперсгайн, Обер-Зайбертенрод, Унтер-Зайбертенрод та Вонфельд, були об'єднані. 1 серпня 1972 року громада Фельдкрюккен увійшла до складу міста Ульріхштайн.

## Населення
Чисельність населення, станом на 2023 рік, налічує 3 019 осіб.

## Пам'яки
У місті, на вершині пагорба, розташовані руїни замку Ульріхштайн, на висоті 609,7 м над рівнем моря. Замок вперше згадується в документах за 1296 рік.

## Галерея

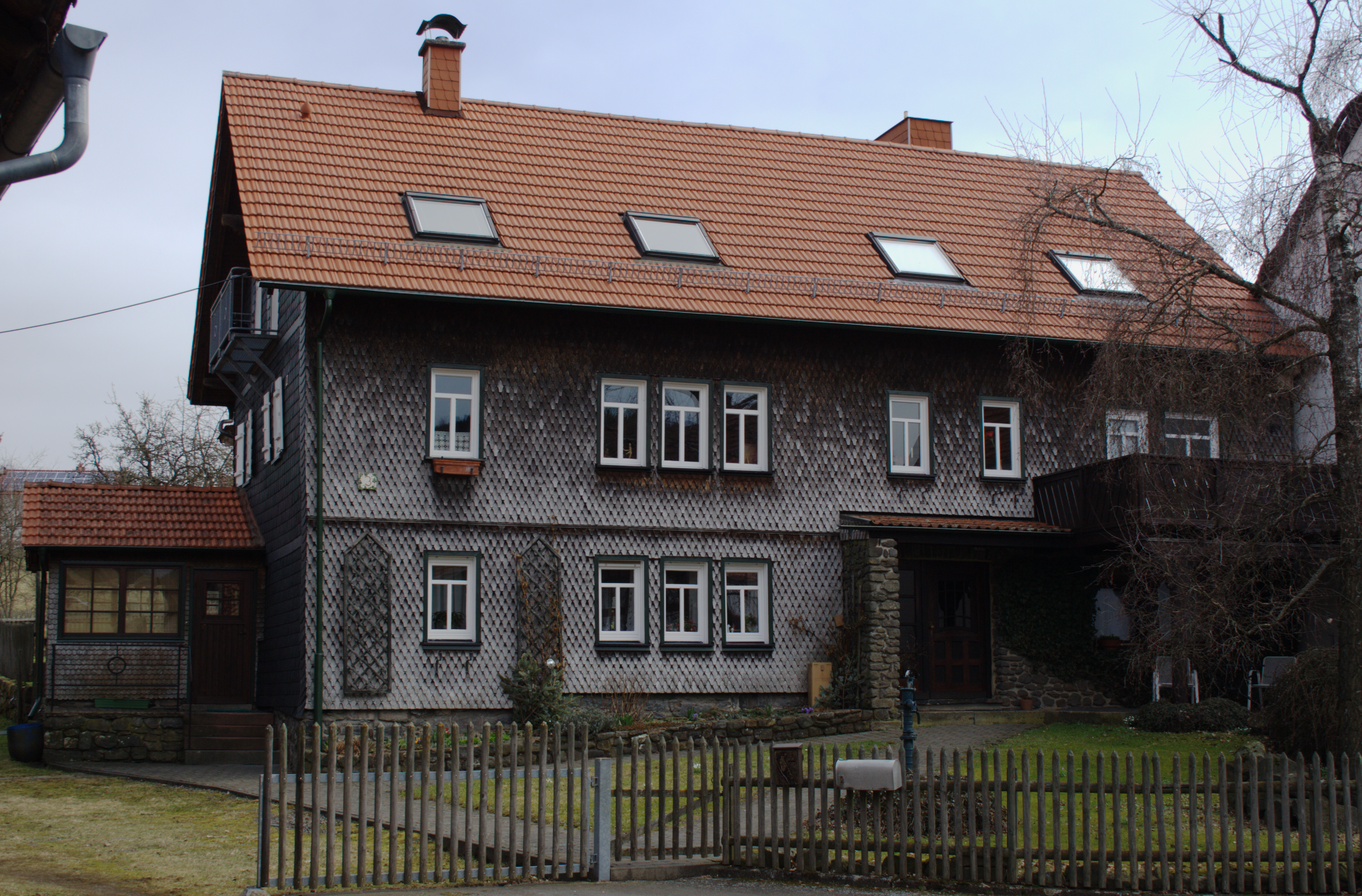
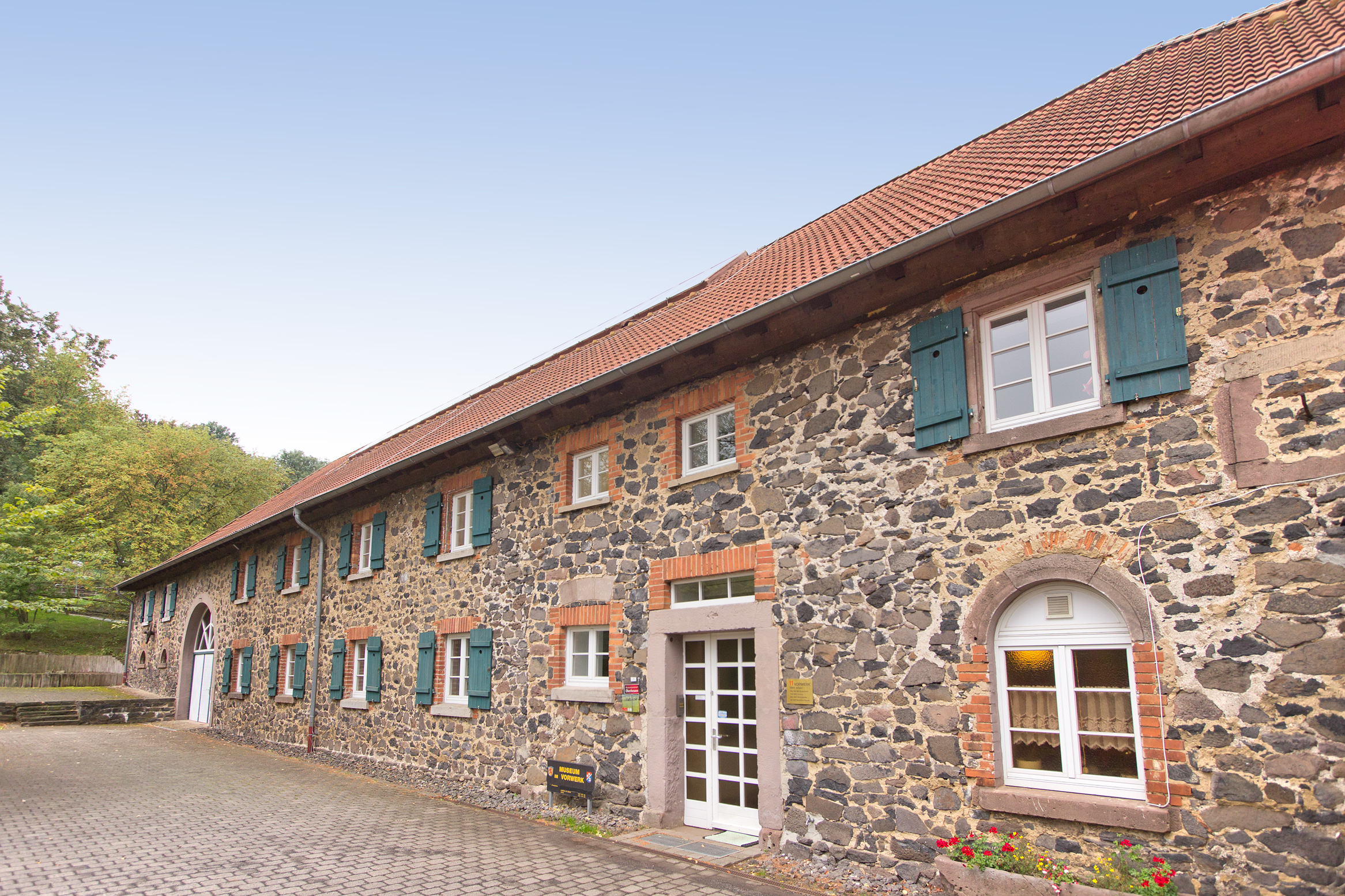
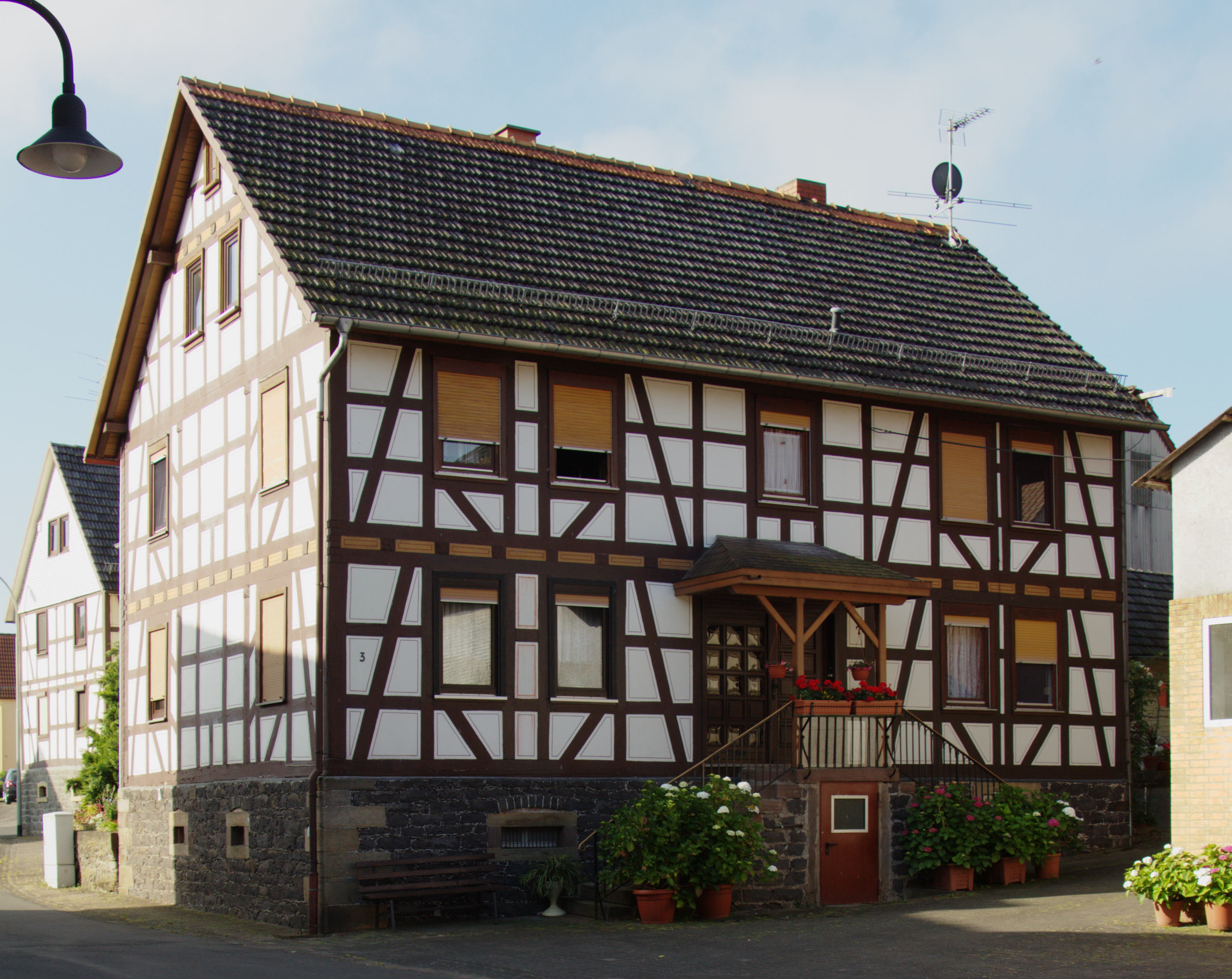
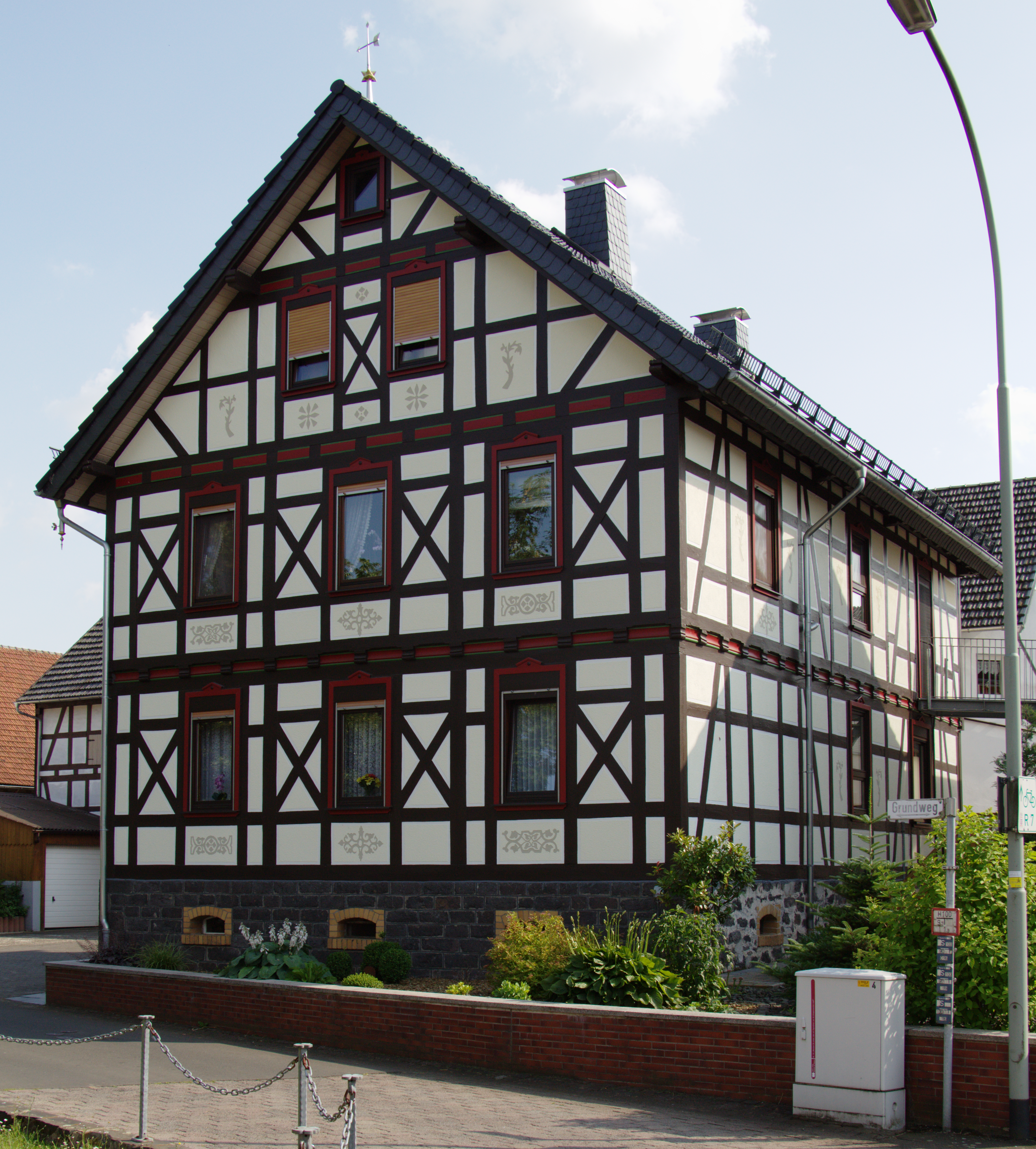
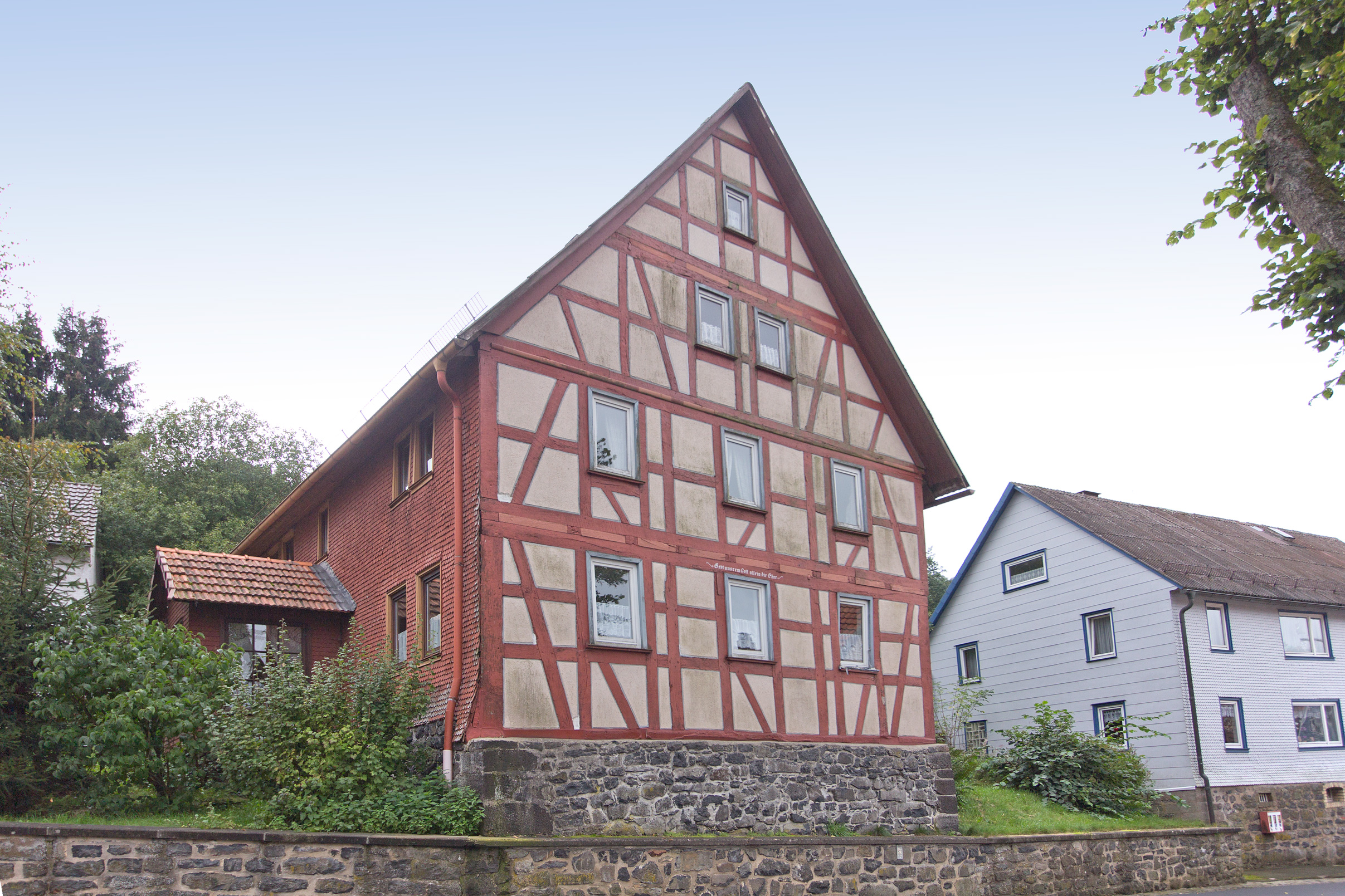
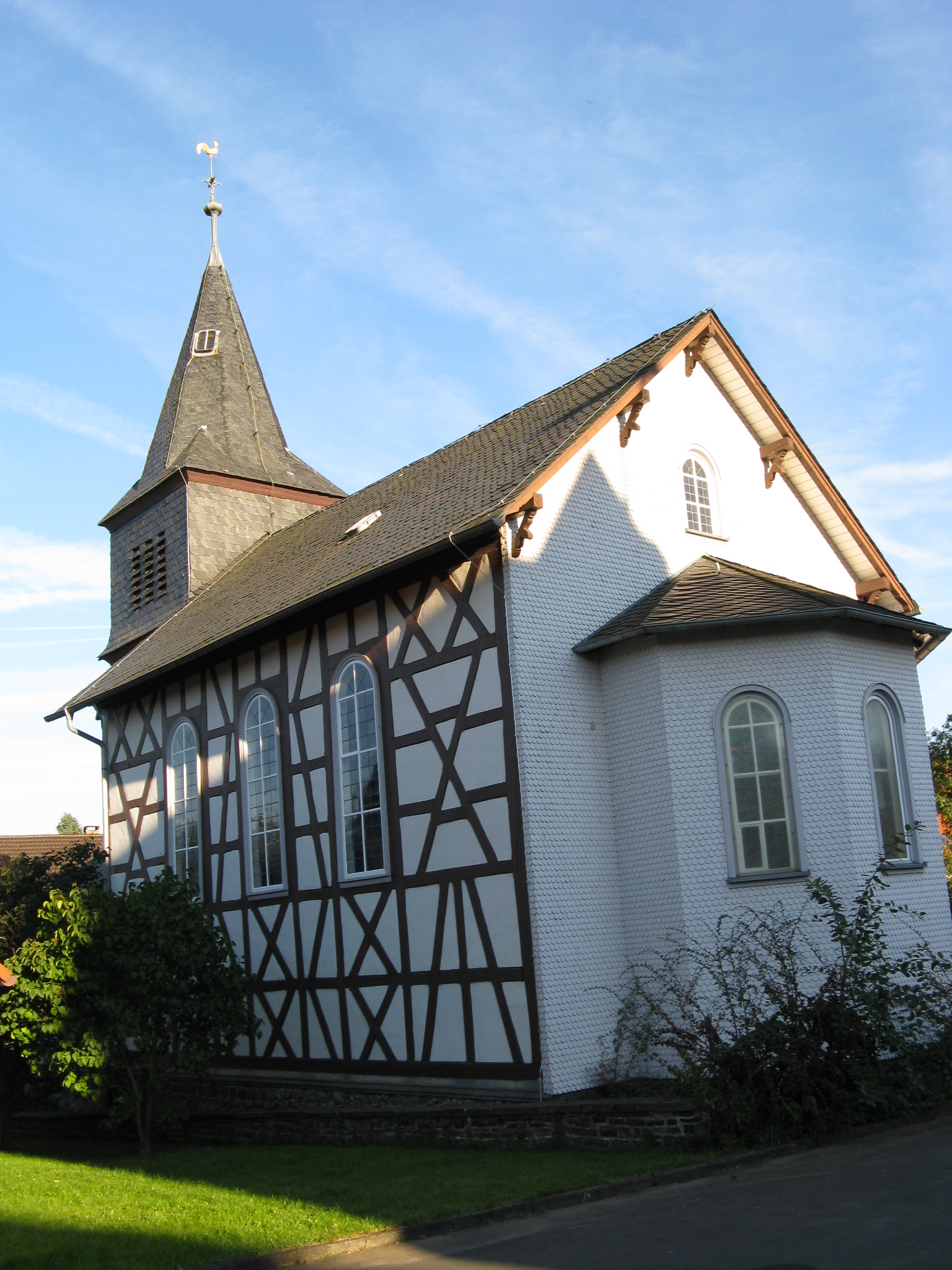
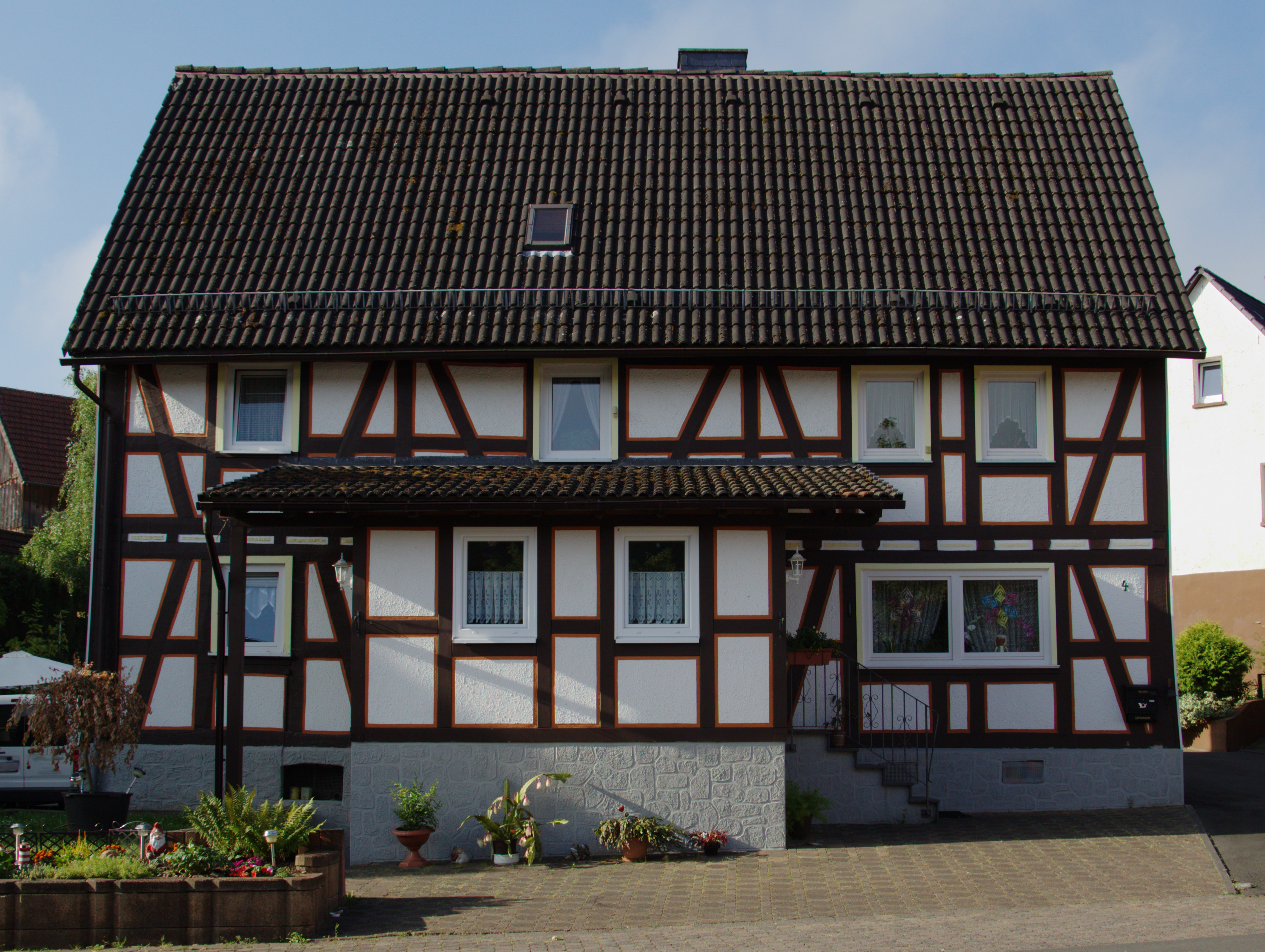
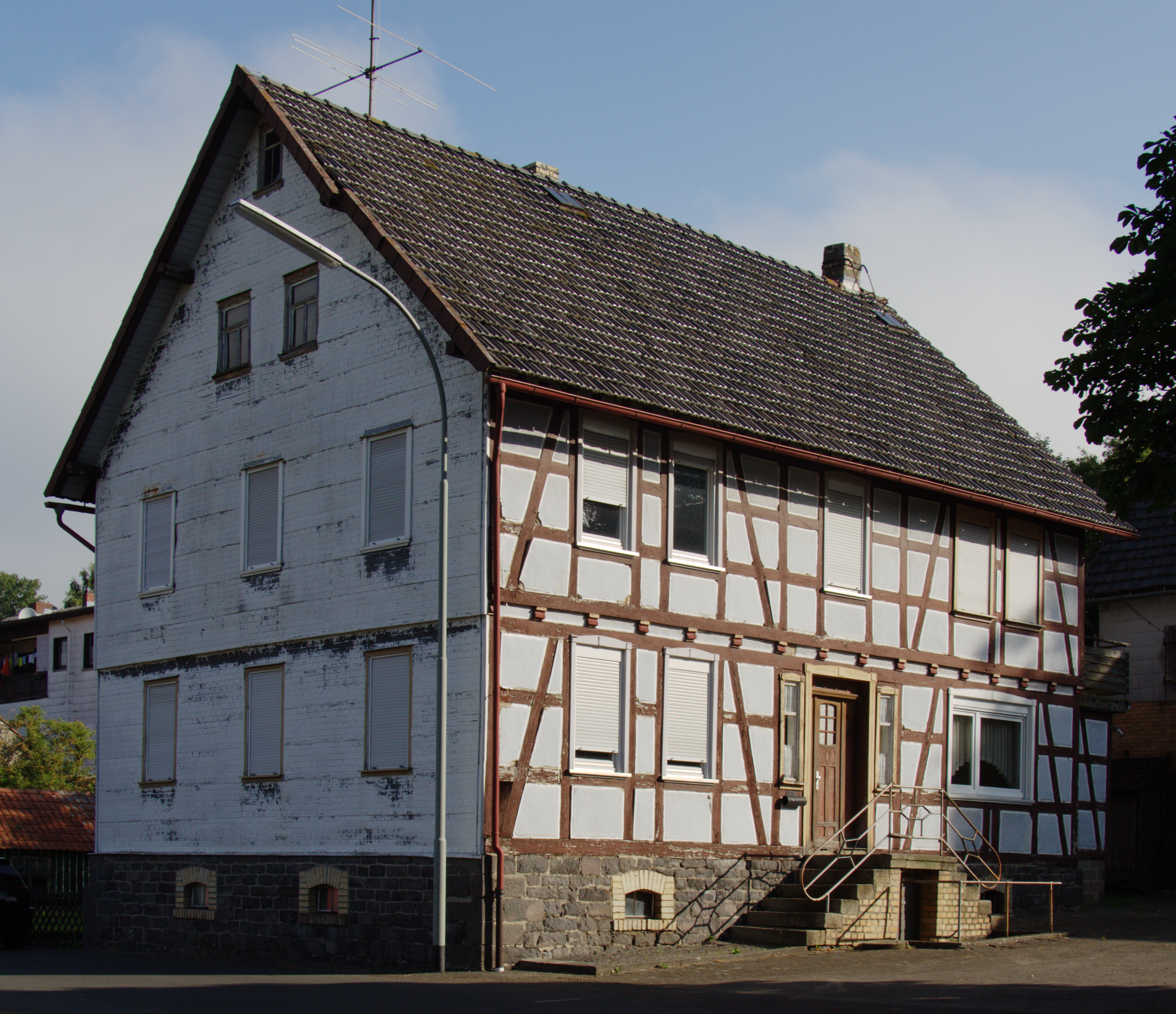
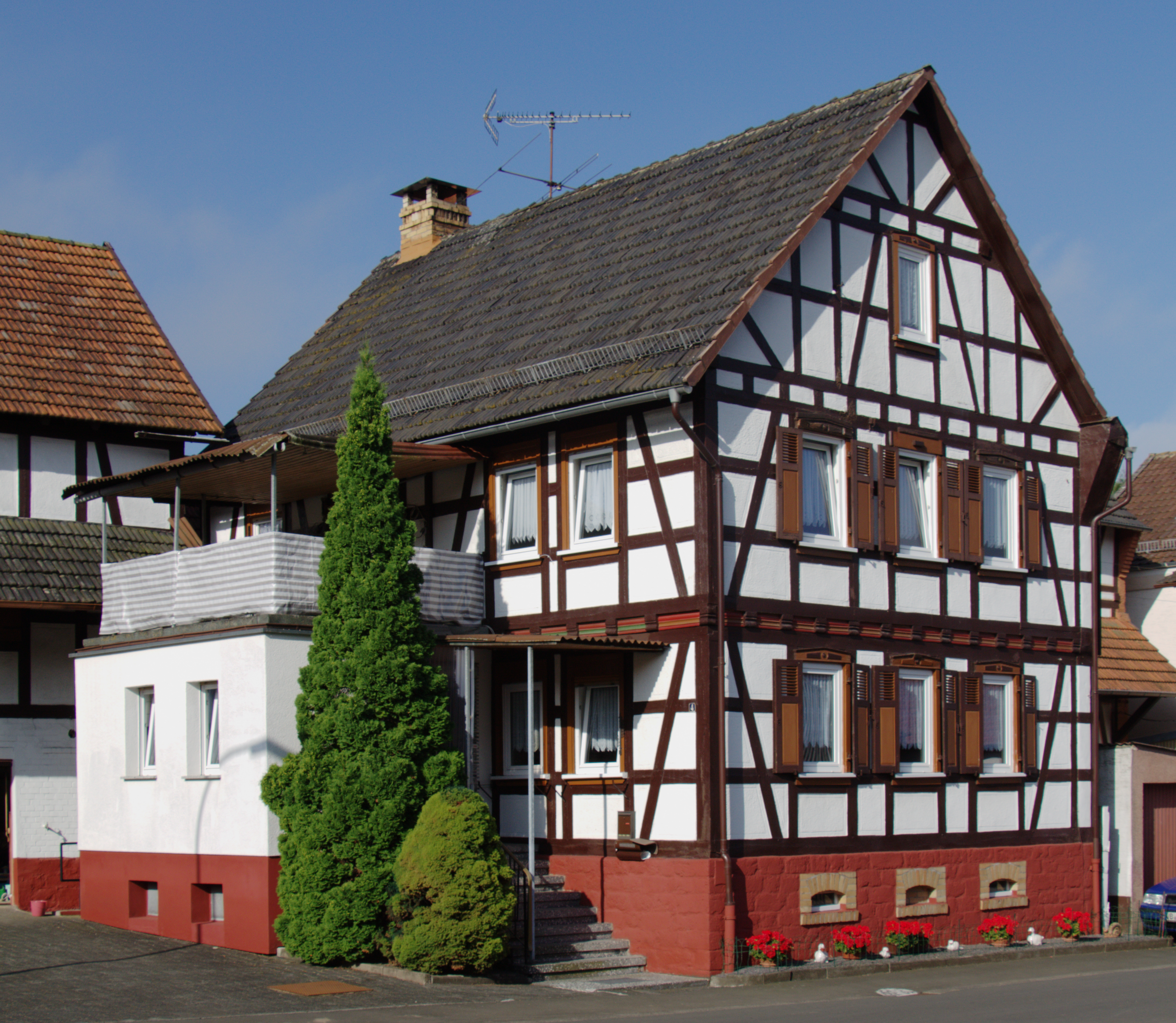
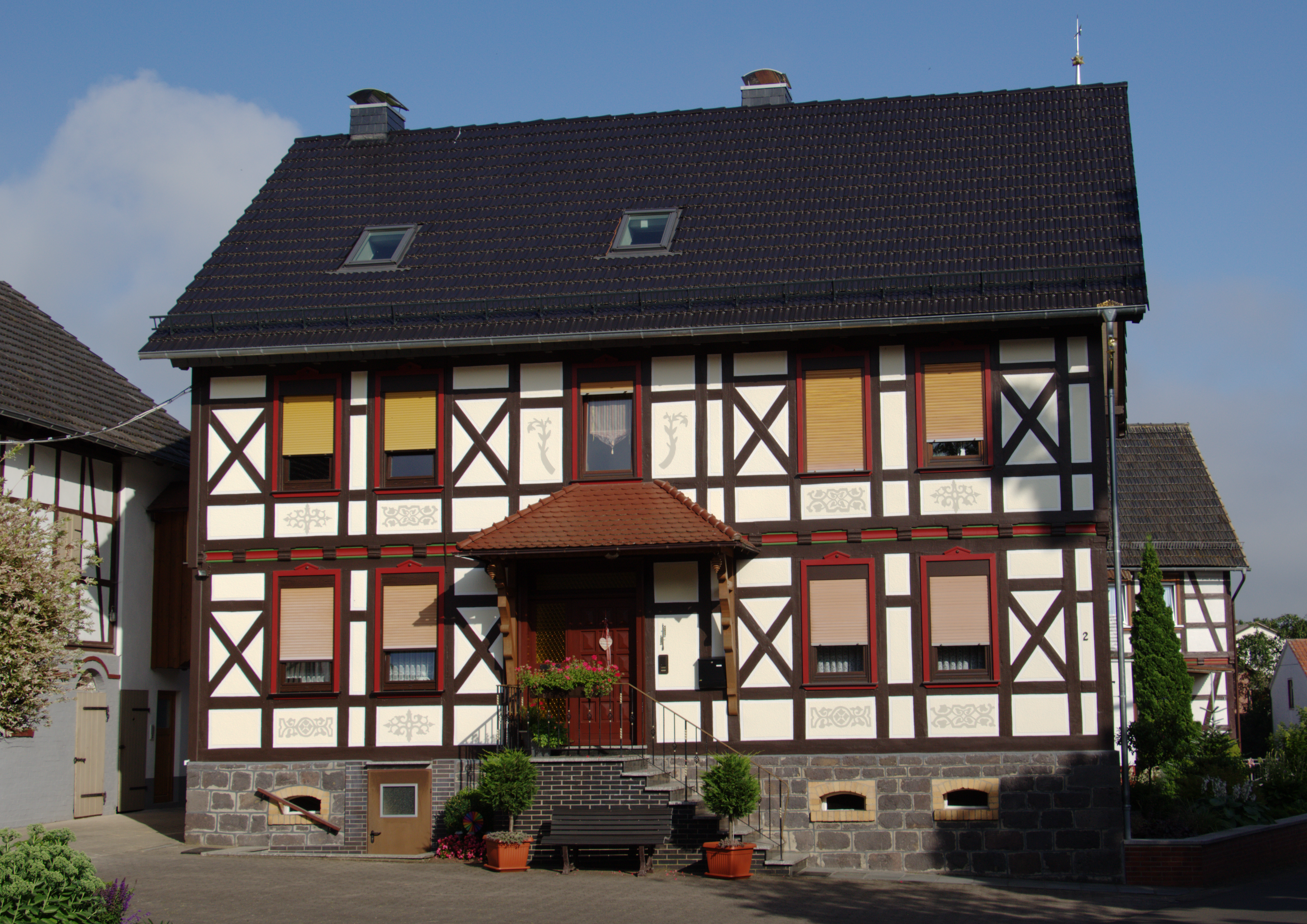
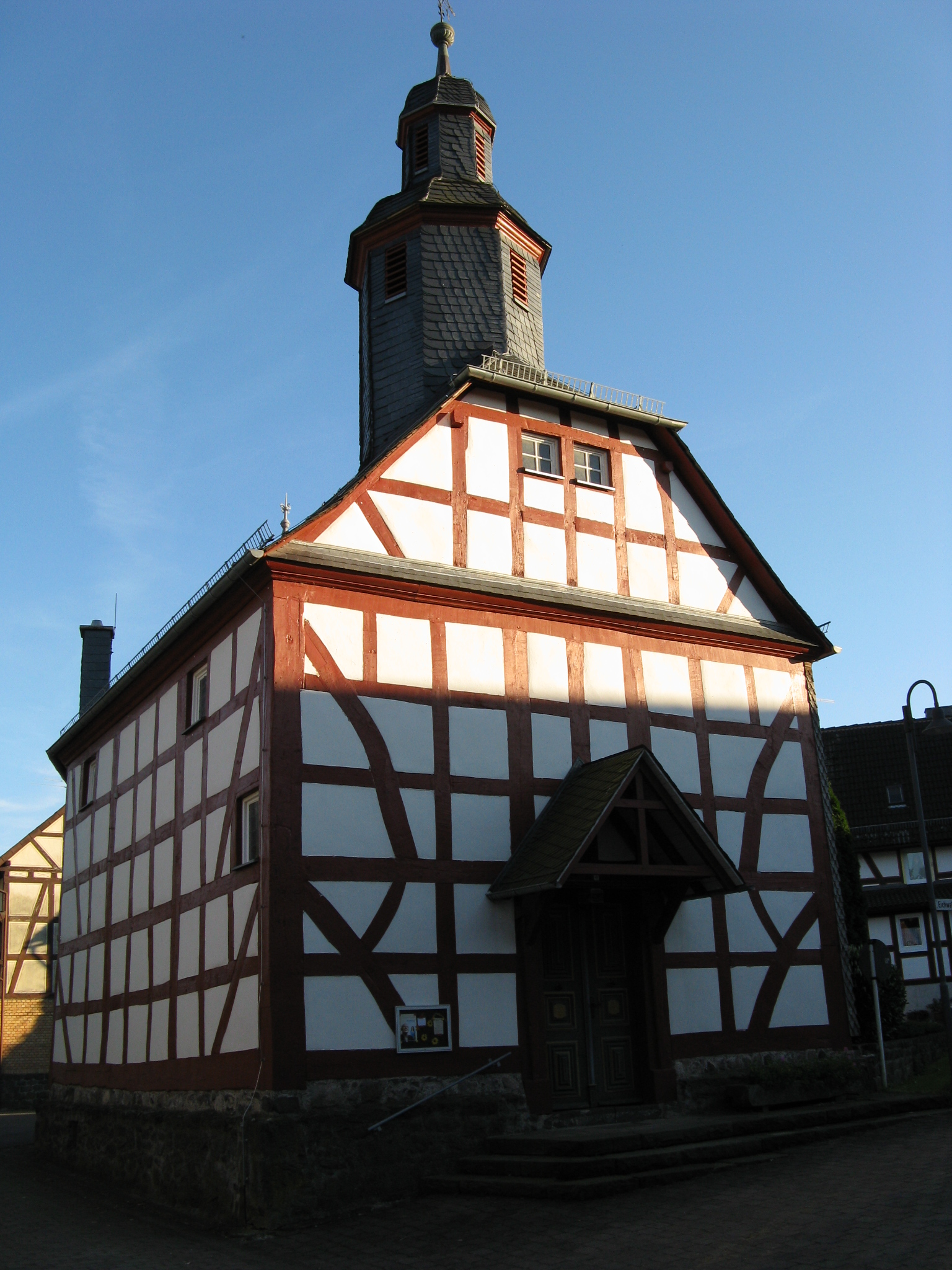
